# Adolphe Delespaul
Pour les articles homonymes, voir Delespaul.
Adolphe Delespaul, né le 11 novembre 1802 à Lille (Nord) et décédé le 9 mai 1849 à Paris (Seine), est un homme politique français. 

## Biographie
Magistrat, il est substitut à Lille. Il est député du 1er Collège électoral du Nord (Lille) de 1834 à 1849, siégeant dans l'opposition libérale à la monarchie de Juillet et soutenant le ministère Thiers en 1840 et  président du conseil général du Nord en 1846 et 1847, en février 1848, il est substitut du procureur général. Réélu député, il siège avec les républicains modérés.
Dans le cadre d'une commande de l'Assemblée Nationale visant à commémorer les évènements de la révolution de 1848, son portrait est gravé par l'artiste Ignace-François Bonhommé.